# Station Foxford
Station Foxford is een spoorwegstation in het Ierse graafschap Mayo. Het station ligt aan de zijtak naar Ballina van de lijn van Dublin naar Westport. Foxford wordt bediend door een pendeltrein vanaf Ballina. Reizigers moeten in Manulla Junction overstappen op de trein naar Dublin of Westport.